# Jaap Reesink
Jaap Reesink (Amsterdam, 22 augustus 1946) is een voormalige roeier. Hij vertegenwoordigde Nederland eenmaal op de Olympische Spelen, maar won bij die gelegenheid geen medailles.
In 1968 maakte hij met zijn olympisch debuut op de Spelen van Mexico-Stad. Bij het roeionderdeel acht met stuurman finishte hij in de B-finale in een tijd van 6.14,18 en moest hiermee genoegen nemen met een achtste plaats.
Reesink was in zijn actieve tijd aangesloten bij de Amsterdamse studentenroeivereniging ASR Nereus. Hij studeerde economie en werd later directeur van een groothandel.

## Palmares

### roeien (acht met stuurman)
- 1968: 8e OS - 6.14,18

Maarten Kloosterman · 
Piet Bon · 
Eric Niehe · 
Jaap Reesink · 
Gee van Enst · 
Jan Steinhauser · 
Eric Wesdorp · 
Jan van Laarhoven · 
Arthur Koning (stuurman)